# Der unheimliche Mönch (Film)
Der unheimliche Mönch ist ein deutscher Kriminalfilm von Harald Reinl aus dem Jahr 1965 mit Karin Dor und Harald Leipnitz in den Hauptrollen. Es handelt sich um die zwanzigste Edgar-Wallace-Produktion der Rialto Film. Der letzte von Rialto Films Edgar Wallace-Filmen, der in Schwarzweiß gedreht wurde, war dennoch einer der erfolgreichsten Filme der Reihe mit ungefähr 3,5 Millionen Zuschauern während seines ersten Kinostarts und ungefähr 1,5 Millionen weiteren in den folgenden Jahren bis 1970. Es war auch der letzte Film der Reihe unter der Regie von Harald Reinl (er führte Regie beim ersten, Der Frosch mit der Maske, 1959) und der letzte Auftritt seiner Frau Karin Dor. Beide drehten fünf Edgar-Wallace-Filme, davon vier zusammen.

## Handlung
Im Sterben liegend lässt der Schlossherr von Darkwood sein Testament ändern. Er hinterlässt das Schloss seiner Tochter Lady Patricia, die dort ein Mädcheninternat führt. Das gesamte restliche Erbe fällt an seine Enkelin Gwendolin Gillmore, die Tochter seines wegen Mordes inhaftierten Sohnes Reginald. Die Söhne Sir Richard, ein Anwalt, und Sir William, ein Arzt, wie auch Patricias Sohn Ronny werden enterbt.
Durch Richards Verschulden stirbt der Notar jedoch bei einem Autounfall, wobei Richard das Testament seines Vaters entwenden kann. Er erpresst die Hinterbliebenen, eine Generalvollmacht zu unterschreiben, bei dem diesen jeweils zehn Prozent des Erbes zufallen, wohingegen er den Rest erben würde. Ansonsten werde er das Testament veröffentlichen, wodurch die gesetzliche Erbfolge ausgesetzt würde.
Um Gwendolin vor ihrer raffgierigen Familie zu schützen, lädt Patricia sie auf Schloss Darkwood ein. Im Schloss macht Gwendolin neben den Internatsschülerinnen Bekanntschaft mit dem Pedell Smith wie auch dem Künstler Alfons Short, einem Brieftaubenzüchter, der Totenmasken herstellt. Er macht sie auf eine nachts im Park herumwandernde, vermummte Gestalt in Mönchskutte aufmerksam. Lady Patricia versucht deswegen, Polizeischutz bei Sir John, Chef von Scotland Yard, anzufordern, wird aber von ihm abgewimmelt.
Kurz darauf hält Inspector Potter von Scotland Yard den vermummten Mönch im Auto auf der Straße nach Darkwood an, um ihn festzunehmen. Dabei bricht der Mönch Potter jedoch mit einer Peitsche das Genick. Potter hat aufgrund einer Organisation von Mädchenhändlern ermittelt. Beinahe in die Hände der Verbrecher geraten, wird auch die Schülerin Lola auf ihrer Flucht vom Mönch im Schlosspark mit der Peitsche ermordet.
Ins Visier der Ermittler Inspector Bratt und Sir John gerät zunächst Ronny, der Lola am Tag ihres Todes belästigt hat. Auch die Familienangehörigen beschuldigen sich gegenseitig. Hierbei wird klar, dass Gwendolins Vater wegen seiner Brüder unschuldig verurteilt wurde. Auch Ronny hat einst ein Mädchen in Frankreich getötet, wurde jedoch dank seines Onkels Richard freigesprochen. Verdächtig zeigt sich auch der Französischlehrer Monsieur d’Arol, der sich als Bruder des Mädchens entpuppt.
Gwendolin erfährt durch einen anonymen Brief ebenfalls, dass ihr Vater unschuldig ist. Als sie für Einkäufe nach London aufbrechen will, betäubt William sie, um eine Tat des Mönchs als Ablenkung ihrer Machenschaften vorzutäuschen. Kurze Zeit später wird William selber durch den Mönch ermordet.
Zwischenzeitlich werden die Internatsschülerinnen Mary und Dolores in London entführt. Inspector Bratt lässt hieraufhin die Fluglinien von Mr. Shorts Brieftauben mit einem Hubschrauber überwachen. Gwendolin erhält gleichzeitig eine Einladung in das Haus eines Unbekannten, der ihr die Wahrheit über ihren Vater erzählen will. Ronny verfolgt sie und wird dabei durch den Mönch in seiner Garage ermordet. Bratt und sein Gehilfe Cunning werden im Zielhaus der Brieftauben gefangen genommen, können sich allerdings befreien. Die Spur der Tauben führt sie schließlich zum Hauptquartier der Mädchenhändler auf einem Schrottplatz. Dort taucht auch der Mönch auf, welcher Bratt beim Polizeiaufgebot in einen Hinterhalt lockt. In einer stillgelegten Produktionshalle wird der Mönch jedoch im Kampf von Bratt angeschossen. Schwer verwundet flieht der Mönch in einem Auto.
Mittlerweile ist Gwendolin im Hause des Unbekannten eingetroffen. Nach längerer Zeit trifft auch Richard hier ein, welcher ebenfalls eine Einladung erhalten hat. Richard versucht sie, wie auch den Rest seiner Familie, für eine Generalvollmacht ihres Erbes wegen zu erpressen. Er droht mit der Vernichtung des Testaments, als der Mönch eintrifft. Mit einem aufgezeichneten Gespräch zwischen Richard und seinen Geschwistern wird Gwendolin die Unschuld ihres Vaters Reginald bewiesen. Daraufhin ermordet der Mönch Richard mit seiner Peitsche, bevor er, schwer verwundet, stirbt.
Nach seinem Eindringen in das Haus lüftet Bratt die Maske des Mönchs, unter der sich der Hausmeister Smith befindet. Aus Hass auf das weibliche Geschlecht hat er die Organisation für den Mädchenhandel gegründet. Mit Rache erfüllt hat er die symbolische Verkleidung eines Mönchs benutzt und mit seinem Komplizen Alfons Short Stellen auch in anderen Mädcheninternaten angenommen, die Verständigung mit ihren Komplizen erfolgte durch Brieftauben. Die Totenmasken sind als Erkennungsmal der Mädchen verwendet worden. Inspector Potter und Lola haben von seinem Geheimnis gewusst, beziehungsweise die Verbrecher erkannt, und wurden deswegen ermordet. Als Smith sich in Gwendolin verliebt hat, wollte er die Unschuld ihres Vaters beweisen. Mit der Bleikugel an der Peitsche hat Smith auch den Erbschleichern das Genick gebrochen, um ihr das rechtmäßige Erbe zu bewahren.
Nach der Aufklärung des Falls werden Bratt und Gwendolin ein Paar.

## Kritiken
„Großartig das Darstelleraufgebot mit Harald Leipnitz, Hartmut Reck an der Spitze, die finsteren undurchsichtigen Typen sind in der Mehrzahl, das macht den Film noch spannender, als er ohnehin schon ist.“

„Aus Harald Reinls Kriminalkabinett ein neuer Wallace, der es leicht hat, seine Betrachter zu fesseln. Reinl ist ein Spezialist für diese Art. Meisterlich setzt er die vom Meister der Kriminalstory errechneten Spannungselemente in filmische Vorgänge um, entwirft Bildstimmungen, setzt optische Überraschungen ein, bis endlich der Zuschauer sich in allen seinen Vermutungen getäuscht sieht und des Geheimnisses Enthüllung erst kurz vor Toresschluß erfährt.“

„Spannend und voller schmunzelnerregender Komik. (Wertung: überdurchschnittlich)“

„Harald Reinls mit Humor gespickte Verfilmung des Romans „The Terror“ war die letzte Schwarzweiß-Produktion der erfolgreichen Edgar-Wallace-Reihe.“

„Ein echter Klassiker der Krimi-Reihe.“

„Recht geschickt auf Spannung angelegter, mit Humor und Komik gewürzter Krimi aus der Edgar-Wallace-Serie.“

## Sonstiges
- Harald G. Petersson hatte bereits eine erste Drehbuchfassung geschrieben. Diese wurde später von Jochen Joachim Bartsch und Fred Denger grundlegend überarbeitet.
- Als Regisseur war zunächst Harald Philipp vorgesehen. Für Harald Reinl, der den Film letztlich inszenierte, war dies die letzte Regiearbeit für einen Edgar-Wallace-Film. Gleichzeitig war „Der unheimliche Mönch“ der letzte Edgar-Wallace-Film der Rialto Film in Schwarzweiß. Der Vorspann ist jedoch bereits in Farbe gedreht worden.
- In verschiedenen Vorankündigungen wurden unter anderem die Darsteller Heinz Drache, Karin Dor, Grit Boettcher, Agnes Windeck, Elisabeth Flickenschildt und Klaus Kinski genannt. Anstelle der erkrankten Grit Boettcher erhielt Uschi Glas, die im Vorspann noch als Ursula Glas angekündigt wird, ihre erste Filmrolle. Ihre Stimme ist im Film jedoch nicht zu hören, da sie aufgrund ihres starken bayerischen Akzentes nachsynchronisiert wurde.
- Rudolf Schündler, Uta Levka und Susanne Hsiao waren erstmals in einem Edgar-Wallace-Film zu sehen. Siegfried Lowitz, Dieter Eppler und Karin Dor nahmen mit diesem Film Abschied von der Filmreihe.
- Die Außenaufnahmen entstanden bei der Mühle Hittfeld, im Hafen von Hamburg-Harburg, in Berlin-Wannsee und in London, die Innenaufnahmen drehte man in den Studios der CCC-Film im Berliner Bezirk Spandau. Besonders umfangreich waren die Dreharbeiten auf Schloss Hastenbeck bei Hameln; hier entstanden zahlreiche Außen- und Innenaufnahmen. Neben dem Parkgelände und der Terrasse wurden das prachtvolle, mit Fensterrose und Schnitzwerk gearbeitete Treppenhaus sowie ein Konferenzraum, zwei Schlafzimmer und einige Hallengänge als Szenenhintergrund genutzt und teilweise mit Studioaufnahmen (bspw. von Gwendolyns Schlafzimmer und dem Turmzimmer) kombiniert.[2]
- Die Dreharbeiten dauerten vom 6. Oktober bis 17. November 1965 und fanden in West-Berlin, Hamburg, Niedersachsen und London statt. Die Uraufführung des Films war am 17. Dezember 1965 im Passage Kino in Saarbrücken.
- Der Film wurde von der FSK ohne Kürzungsauflagen ab 16 Jahren freigegeben. 1991 erfolgte die Freigabe ab 12 Jahren. Obwohl der Film keine zusätzlichen Szenen enthält, ist auf der 2004 erschienenen DVD wiederum eine Altersfreigabe ab 16 Jahren angegeben.
- Es handelt sich um die dritte Verfilmung (weitere entstanden 1928 und 1938) des Theaterstückes "The Terror", das 1929 auch als Roman erschien.